# 80式坦克
80式坦克是中國国产二代坦克原型车，到1988年正式定型命名为ZTZ-88坦克（又称88式坦克）并批量生产，自1980年代末期起陆续裝備中国人民解放军陆军，所以80式坦克可以看作研制88式坦克的原型。
1980年代末期在80式基础上设计发展了85式坦克，主要用于外贸出口。

## 历史
自1960年代中蘇交惡後，尤其是1969年发生中蘇邊界衝突后，1970年代中蘇邊界各自部署重兵對峙，中國當時最先進戰車是59式坦克（仿制蘇聯T-54），与蘇聯的T-62、T-64及T-72作戰性能相差太遠。根据军方要求617廠（現稱內蒙古第一機械集團公司）開發新型坦克以對抗蘇聯坦克威胁，亦即是在59式坦克基础上，借鉴在珍宝岛事件中從蘇聯缴获來的T-62技術而研制的69式坦克，于1974年设计定型。但解放軍方對69式戰車的性能并不滿意。1970年代研制的采用液力传动、液压辅助转向与液气悬挂系统的“122”国产二代坦克工程项目因诸多技术瓶颈無法突破而取消研製計畫。
1977年军方提出了新型主力坦克的战术、技术指标要求，军工部门随即展开了新型坦克的研发工作。1978年4月，国防工办、国防科委和第五机械工业部在山西大同召开了“784”会议，讨论二代主战坦克的研发方案，重新提出二代主战坦克的研发目标，并对战术、技术指标进行了论证。二代坦克主要作战目标是苏军的T-72主力戰車。
1978年617厂和201所的代号“1224”的国产二代坦克原理样车的研制正式开始。该车外觀偏向西方設計戰車的風格，总装成功后立即投入试车，主要目的是为了考核从西德引进的民用MB8V331柴油引擎、辅助系统以及傳動系統、总体布局和整车的总体性能。1980年代初还开始了代号“1226” 和“1226F2”的另一型初样车的研究设计工作。无论是在坦克外形还是在车体结构上都与“1224”样车有很大不同，两辆初样车的主要区别是分别装了两种不同的1,000马力动力装置，1226试验样车安装的是636厂生产的8V165型柴油引擎；1226F2试验样车安装的是616厂生产的12V150型引擎，另外，两种样车均采用了由617厂研发的液力机械综合变速箱，动力传动装置均为纵置式，可整体吊装。悬挂装置采用了扭杆弹簧和液气筒复合悬挂。
由于坦克新技术储备不足，617厂提出在69式改型坦克的基础上，分期分批移植成熟的先进技术，以加快二代坦克研制，即用于试验行走系采用小直径负重轮的“1225”坦克样车。由于样车行走系统采用了6对小负重轮，与以往的国产坦克相比，样车的通行能力和行走系统的寿命有明显提高。1980年中国二代主战坦克列入国家研制计划，1980年11月召开69（改）坦克方案论证会上，由当时的国防部长张爱萍提议命名为80式坦克。
1981年80式坦克被定为二代主战坦克原型继续研制，同年确定总体设计方案，试验样车一些研究的成果应用到了80式坦克上。在设计阶段80式坦克已经开始考虑焊接炮塔，受苏联的设计思想的影响，80式维持采用低矮及良好避弹构型的呈半球形铸造炮塔。1970年代末中国与英国谈判許可引进的代号“三七工程”的技术项目也分期运用到了80式坦克上。80式坦克研發以617厂承担主要工作，447厂、616厂、201所等单位予以协助，总設計師是方慰先。
总共生产了12辆。1987年装甲兵定型委员会通过定型审查，到1988年正式命名为“ZTZ-88坦克”。

## 概貌
80/88式坦克继承了79式坦克的整体布局方式和半球形铸造炮塔，但前部装甲厚度增加至250毫米；采用全新设计的六对小直径负重轮的底盘系統，车体两侧带屏蔽裙板；动力装置采用一台12150ZL型V型12缸4冲程水冷废气涡轮增压柴油机，干重1050公斤，额定功率730马力，标定转速2000转/分，单位功率14.1千瓦/吨(19.45马力/吨)。
装用引进技术研制的81式105毫米口径线膛坦克炮，可以发射尾翼稳定脱壳穿甲弹、破甲弹、碎甲弹三种弹药。
扰动式光点注入式火控系统由带光点注入式炮长瞄准镜、火炮防盾上方外置式激光测距仪、火控计算机及控制面板、光点电源、光点驱动器、目标角速度传感器和炮耳轴倾斜传感器以及双向复合控制稳定器等部件组成，配有炮长微光夜视瞄准镜。
80式坦克车首上可披挂复合装甲（但从未看到过如此披挂的80式），在车体两侧安装屏蔽钢甲裙板、炮塔上安装屏蔽栅栏，战斗室装有引进技术的自动灭火抑爆系统，炮塔外部两侧装有76mm烟幕弹发射器2×4具。
80式坦克的乘员4名，其中，驾驶员座舱位于车体左前部，车长、炮长位于炮塔内左侧，装填手位于炮塔内右侧。

## 型號

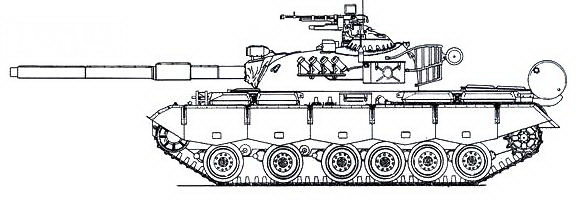
80式坦克侧视图

### 80式
工厂代号“WZ122”，是中国国产二代主战坦克的基型车，以79式坦克的成熟的系统以及运用“1225”二代坦克试验车的車体技术改進而成，主要包括以下：
- 底盘行走系采用6对大行程小直径负重轮、3個托带轮及橡膠履帶擋板
- 车体首上可在需要时安装披挂式复合装甲，增加防護能力。
- 730马力 12150ZL 水冷V型12缸废气涡轮增压柴油发动机（基于12150L系列柴油机应用涡轮增压技术改进而来）。
- 英國許可引进的外置雷射測距儀的二維發射穩定系統
- 英国皇家兵工厂许可从奥地利引进的北約標準制式105毫米口径線膛坦克炮和配套弹药（即英制L7型105毫米线膛炮，“三七工程”引进）[5]，装有身管热护套。
- 辅助武器 安装1挺12.7mm高射机枪，火炮右侧同轴安装1挺7.62mm并列机枪。

### 80-I
工厂代号“WZ122A”，1986年审定了80-I坦克的设计方案，与80式最主要的差异在火控系统上（“三七工程”引进），主要改进包括：基于L7型坦克炮国产化改型的83式105毫米线膛炮，火控系统改成潜望式微扰动简易火控系统，采用电气同步方法实现火炮轴线与瞄准线自动同步，昼、夜瞄准和激光测距三合为一体，把原来放在主炮护盾上方的激光测距仪整合到炮长瞄准具里，改进升级微光夜视夜瞄镜。增加集体三防装置。
1988年2月，80式坦克与80-I式坦克同时被批准设计定型，80-I式被命名为ZTZ-88式主战坦克。

### 80-II
工厂代号“BW122”，在80式的基础上开发的80-II坦克是外贸型号，1985年完成样车。改进升级观瞄系统的夜视夜瞄镜；增设了吹洗装置、热烟幕装置等特种设备；改进生化超压集体保護系統，不需車組人員穿上个体生化服；在炮塔四周增加栅栏式屏蔽，增大防破甲弹的能力。 主要缺点是不具有整体吊装式发动机，最终没有获得外贸订单。

### 88式
以80式坦克为原型车，经过設計改進在80-I的基础上发展至1988年最终定型，命名为“ZTZ-88坦克”，简称“88式坦克”。

## 与85式/88式的关系
80式坦克经过不断修改，到1988年命名为88式坦克，因此88式坦克可以看做是80式坦克较为完善后的型号，两者可作为同一款坦克的早期和后期型看待，或者说是原型车与定型车的关系。
85式坦克是以80式坦克为基础的又一改进的分支，是1988年至1989年设计的，主要用于外贸出口，以及积累相关技术。

## 外部連結
- （英文）China-Defense.com-88C式
- （英文）GlobalSecurity.org-80式／88式（页面存档备份，存于）

| 中华人民共和国坦克系列                                                                   | 中华人民共和国坦克系列 |
| ---------------------------------------------------------------------------------------- | ---------------------- |
| 59式、62式 、63式 \| 69式、79式 \| 80式、85式、ZTZ-88 \| 90-II式、ZTZ-96、ZTZ-99、ZTQ-15 |                        |